# Papaver amurense
Papaver amurense là một loài thực vật có hoa trong họ Anh túc. Loài này được (N. Busch) N. Busch ex Tolm. mô tả khoa học đầu tiên năm 1941.